# Artisornis
Artisornis és un gènere d'aus de la família dels cisticòlids (Cisticolidae) que habiten a Moçambic i Tanzània. El gènere va ser introduït l'any 1928 per l'ornitòleg estatunidenc Herbert Friedmann per donar cabuda a l'ocell sastre cap-roig.

## Taxonomia
Segons la classificació del Congrés Ornitològic Internacional (versió 2.6, 2010) aquest gènere està format per dues espècies:
- Artisornis moreaui - ocell sastre becllarg.
- Artisornis metopias - ocell sastre cap-roig.